# 무키 베츠
마커스 린 "무키" 베츠(Markus Lynn "Mookie" Betts, 1992년 10월 7일 ~ )는 미국의 프로 야구 선수로 메이저 리그 베이스볼 로스앤젤레스 다저스를 위하여 우익수를 맡고 있다. 그는 이전에 보스턴 레드삭스를 위하여 활약하였다. 2018년 레드삭스와 활약 동안 그는 MVP, 실버 슬러거 상, 골드 글러브 상, 타구 타이틀과 월드 시리즈를 같은 시즌에 수상하는 데 메이저 리그 베이스볼 역사상 첫 선수가 되었다.
베츠는 2011년 레드삭스에 의하여 드래프트되었으며, 2014년 시즌에 자신의 메이저 리그 데뷔를 하여 2루수와 외야수 사이에 시간을 갈라놓았다. 그는 2016년 우익수로 옮기기 전에 2014년 레드삭스의 중견수가 되었다. 공을 풀히트 칠때 높은 접촉률과 높은 생산 수준과 함께 비교적 짧은 타고난 2루수로서 베츠는 전 레드삭스 동료 더스틴 페드로이아와 비교되어 왔다.
베츠는 또한 프로 볼링 협회의 프로 볼링 선수이다. 그는 볼링 월드 시리즈에서 퍼펙트 게임을 굴렸다.
그는 서식스 공작부인 메건의 먼 사촌이다.

## 고등학교 경력
테네시주 내슈빌에서 태어난 베츠는 2010년 존 오버턴 고등학교에서 자신의 주니어 해에 24개의 도루와 함께 .548 점을 타구하였다. 그해 11월 베츠는 야구 장학금에 테네시 대학교에 수학하는 데 약정 서한을 서명하였고, 또한 밴더빌트 대학교, 미시시피 주립 대학교와 앨라배마 대학교 버밍햄에 의하여 모집되었다.
오버턴에서 베츠는 또한 뛰어난 야구 선수였으며 한 경기에 14.1 점, 9개의 보살, 4개의 리바운드와 3개의 도루를 평균한 동안 자신의 시니어 시즌에 디스트릭트 12 - AAA 리그의 MVP로 임명되었고, 또한 내슈빌 메트로폴리탄 지역을 위하여 클래스 AAA "올해의 올시티 선수"로 임명되기도 하였다. 베츠는 또한 볼링에서도 우수하여 290의 높은 득점과 함께 2010년 "올해의 테네시주 소년 볼링 선수"로 임명되었다. 그는 도널슨에 있는 도널슨 스트라이크 앤드 스퀘어에서 볼링을 하면서 자라왔다.

## 프로 경력

### 드래프트와 마이너 리그 경력

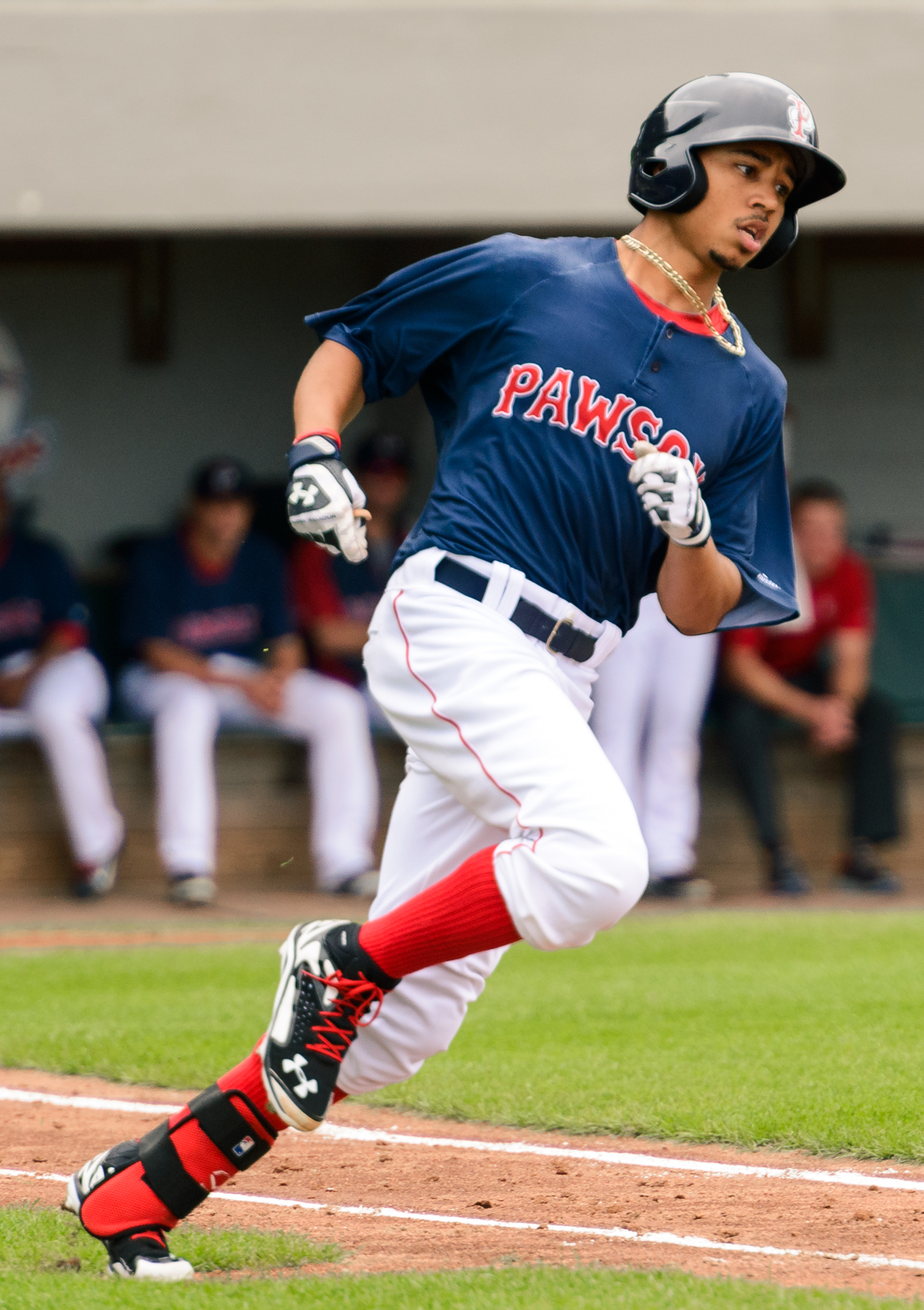
포터킷 레드삭스와 함께 (2014년)

보스턴 레드삭스는 2루수로서 172번째의 전반적인 선택과 함께 2011년 메이저 리그 베이스볼 드래프트의 5번째 라운드에서 베츠를 선발하였다. 오래 끌어진 협상들이 있던 후, 베츠는 그 후에 테네시 대학교로 그의 약속을 철회하여 레드삭스 조직과 함께 7십 5만 달러 계약을 맺었다. 그해 베츠는 루키 걸프 코스트 리그의 GCL 레드삭스를 위하여 한 경기를 활약하여 4개의 타수에 2개의 안타를 얻었다. 2012년 그는 짧은 시즌 뉴욕 펜 리그의 로웰 스피너스를 위하여 71개의 경기에서 .267 점을 타구하고 20개의 도루를 얻었다. 그는 정규적으로 유격수로 활약하였으나 2루수에서 더욱 편안해 보였다.
베츠는 로우 A 사우스 애틀랜틱 리그의 그린빌 드라이브와 함께 2013년 시즌을 시작하였다. 76개의 경기에서 베츠는 19개 경기의 연속 타격과 함께 .296 점을 타구하여 사우스 애틀랜틱 리그 올스타 경기로 선발되었다.
7월 9일 베츠는 하이 A 캐롤라이나 리그의 세일럼 레드삭스로 승진되어 15개의 홈런과 38개의 도루와 함께 그린빌과 세일럼 사이에 127개의 경기에서 합쳐진 .314 평균과 함께 2013년 시즌을 완료하는 데 51개의 경기에서 .341 점을 타구하였다. 베츠는 보스턴의 마이너 리그 시스템에서 "올해의 공격적 선수"와 "올해의 탈주 선수"로 임명되어 자신의 .314 타구 평균이 알렉스 하산 (.338)과 개린 치키니 (.322)의 뒤로 자신을 3위로 들어오게 한 동안 .506의 장타율과 함께 전체의 레드삭스 마이너 리그 선수들을 지도하였다. 베츠는 시카고 화이트삭스를 위한 내야수 마커스 세미엔에게 간 2루수를 위한 퍼스트 팀 선발과 함께 2013년 베이스볼 아메리카 마이너 리그 올스타 팀에 세컨트 팀의 포함에 있었다. 그는 그 후에 애리조나 폴 리그의 서프라이즈 새과로스를 위하여 16개의 경기를 활약하여 .271 점을 타구하였다.
베츠는 더블 A 이스턴 리그의 포틀랜드 시독스와 함께 2014년 시즌을 열어 6월 2일을 통하여 이스턴 리그를 이끄는 데 54개의 경기에서 .355 점을 타구하였다. 6월 3일 베츠는 트리플 A 인터내셔널 리그의 포터킷 레드삭스로 승진되어 팀과 함께 전체의 23개 경기에서 .322 점을 타구하고 본루에 도달하였다.
2013년과 2014년 베츠는 66개의 연속적 정규 시즌 경기에 71개 경기의 합쳐진 연속을 위한 3개의 플레이오프 경기를 추가로 본루에 도달하였다. 공식적인 야구의 연속 기록이 플레이오프 경기들을 포함하지 않기 때문에 베츠의 연속은 66개의 경기에 나열되어 왔으며, 케빈 밀라와 케빈 유킬리스는 1997년에 대비하여 통계치에 마이너 리그 야구 데이터 부족과 함께 71개의 경기에 본루에 도달한 연속적 경기를 위하여 공식적 마이너 리그 기록을 보유한다.
2014년 5월 중순 이래 베츠는 2루수에 추가로 외야수를 활약하였다. 2013년 4회의 올스타 2루수 더스틴 페드로이아는 레드삭스와 함께 8년, 1억 1천만 달러 계약을 맺어 레드삭스가 새로운 위치를 위하여 베츠를 훈련시킬 사색으로 이끌었다.

### 보스턴 레드삭스

#### 2014년
2014년 6월 28일 베츠는 보스턴 레드삭스로 승진되었다. 그는 이전에 올스타 퓨처스 게임을 위하여 선발되었으나 메이저 리그로 자신의 승진에 이어 대체되었다.
베츠는 6월 29일 자신의 메이저 리그 데뷔를 하여 4번째 이닝에서 뉴욕 양키스의 출발 선수 체이스 휘틀리에 자신의 첫 메이저 리그 안타를 기록하였다. 그는 7월 2일 시카고 컵스의 카를로스 비야누에바에 자신의 첫 홈런을 쳤다. 그러고나서 그는 셰인 빅토리노가 장애자 명단으로부터 활동적이 되었을 때 7월 19일 트리플 A 포터킷으로 선택되었고, 8월 1일 보스턴으로 재소집되었다. 그는 다시 포터킷으로 선택되었다가 8월 18일 다시 소집되었다.
8월 29일 베츠는 트로피카나 필드에서 레드삭스의 승리에 탬파베이 레이스의 크리스 아처에 자신의 첫 경력 그랜드슬램을 쳤다. 21세의 나이에 베츠는 49년의 세월에 그랜드슬램을 치는 데 최연소 레드삭스 선수가 되었다. 베츠는 2014년 시즌의 대부분을 외야수에서 활약하면서 보냈으나 9월 1일 존 패럴 감독은 2루수들 페드로이아와 브록 홀트에게 부상들에 이어 베츠가 "상당히 규칙적으로" 2루수를 활약할 것을 공고하였다.
베츠는 2014년 시즌을 AA, AAA와 메이저 리그 사이에 균등하게 분할하여 52개의 메이저 리그 경기를 활약하였다. 그는 레드삭스를 위하여 잘 하여 5개의 홈런과 함께 .291 점을 타구하였고, 중견수에서 자신의 이닝의 절반에 활약하였다.

#### 2015년
2015년 4월 6일 필라델피아 필리스를 상대로 레드삭스를 위한 오프닝 데이에서 그는 자신의 두번째 타석에 홈런을 쳐 레드삭스를 위한 오프닝 데이에 홈런을 치는 데 3번째로 최연소 선수가 되었다. 4월 13일 워싱턴 내셔널스를 상대로 펜웨이 파크에서 열린 홈 오픈 경기에서 베츠는 틀림없이 자신 경력의 가장 신나는 상연을 가졌다. 그는 첫 3개의 이닝에 전부에서 브라이스 하퍼의 홈런을 훔치고, 하나의 활약에 2개의 도루를 가져 몬스터 의석들로 들어가는 홈런을 쳤다.
6월 21일 한주의 종말을 위하여 베츠는 "이번주의 아메리칸 리그 선수"로 임명되었다. 그 주안에 베츠는 2개의 홈런, 2개의 3루타, 3개의 2루타, 7개의 타점과 8개의 득점과 함께 .581 점 (18 루 31 타)을 타구하였다. 그는 그 주에 타구 평균, 안타, 출루율 (.594), 총루 (31)와 장타율 (1.000)에서 아메리칸 리그를 이끌었다. 시즌의 후반기에 그는 어쩌다 우익수에서 보내며 중견수에 차지하는 데 동료 선수 재키 브래들리 주니어를 허용하는 데 자신이 거기로 영구적으로 옮길 사색으로 이끌었다. 베츠는 .291의 타구 평균, 92개의 매긴 득점, 77개의 타점, 18개의 홈런과 21개의 도루와 함께 2015녀 시즌을 끝냈다.

#### 2016년

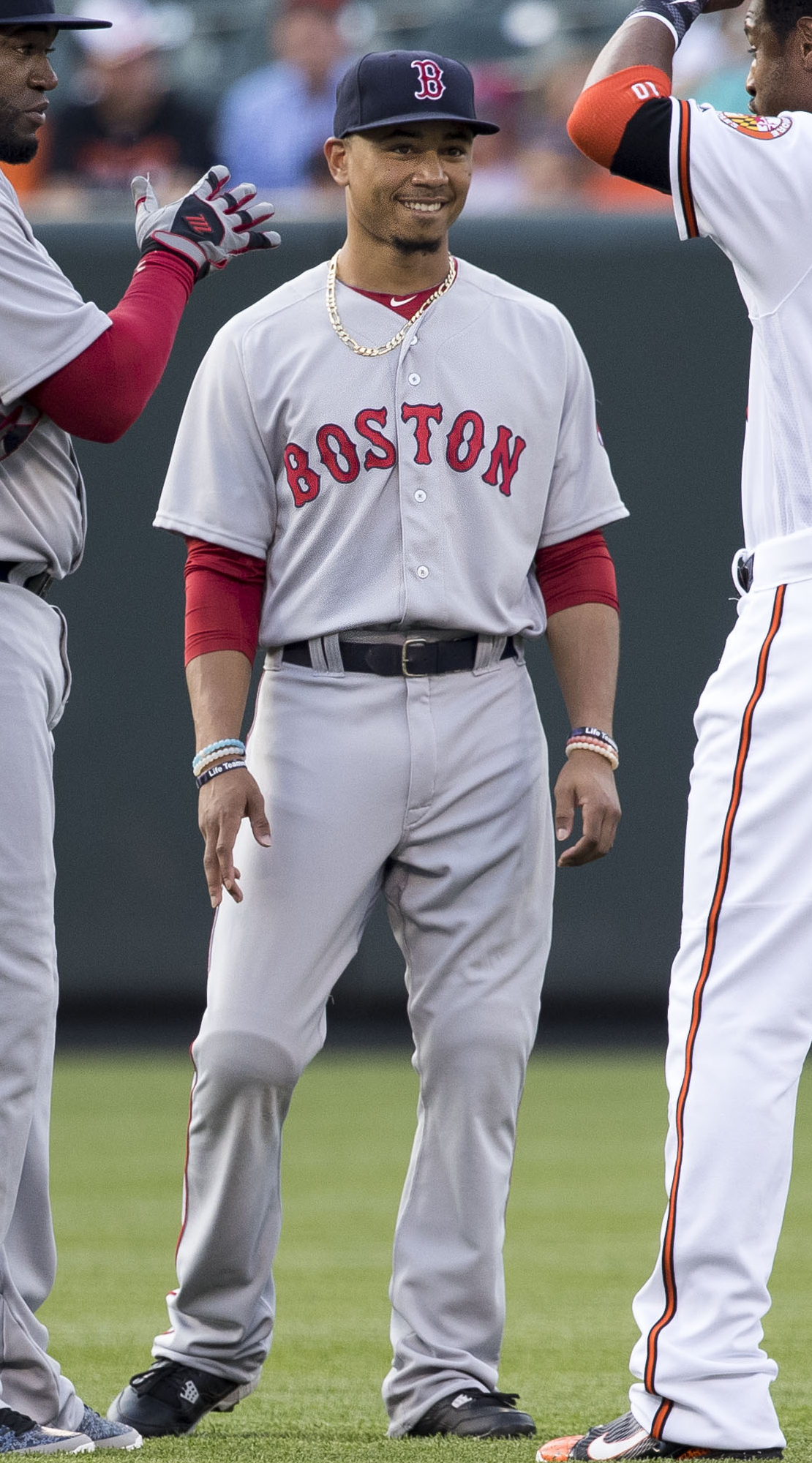
2016년 5월 캠던 야즈 오리올 파크에서

베츠는 자신 경력의 처음으로 2016년 메이저 리그 올스타 게임으로 선발되었다. 그는 우익수에서 시작하여 하나의 1루타와 타점과 함께 1 루 2 타였다. 베츠는 23개의 경기에서 5개의 홈런, 15개의 타점, 5개의 도루와 1.068의 OPS와 함께 .368 점 (35 루 95 타)를 타구했을 때 7월을 위하여 "이번달의 아메리칸 리그 선수"로 임명되었다. 9월 20일 그해 메이저 리그 베이스볼 시즌 동안 200개의 안타에 도달하는 데 첫 선수가 되었다. 활약한 158개의 경기에서 베츠는 .318의 타구 평균, 214개의 안타, 122개의 매긴 득점, 42개의 2루타, 31개의 홈런, 113개의 타점과 메이저 리그를 이그는 359개의 총루와 함께 시즌을 끝냈다. 그의 67개의 다수 안타 경기도 또한 메이저 리그를 이끌었다. 그는 또한 파워 스피드 넘버 (28.3)에서 리그에서 2위였다.
레드삭스와 함께 시즌을 93 승 69 패로 끝내면서 팀은 아메리칸 리그 동부 디비전에 결말을 지었으나 그해 아메리칸 리그 디비전 시리즈에서 클리블랜드 인디언스에 의하여 휩쓸어진 3개의 경기로 압도를 당하였다. 윌슨 스포츠 용품은 베츠를 우익수와 전체로서 전체의 메이저 리그 필더들 중에 그 "올해의 방어적 선수"로 임명하였다. 시즌 후에 베츠는 마이크 트라우트와 호세 알투베의 곁으로 아메리칸 리그 MVP 시상식을 위하여 최종 결승자로 임명되었다. 그는 트라우트에 밀려 준우승으로 끝냈다.
11월 배츠는 오른쪽 무릎 수술을 받았다.

#### 2017년

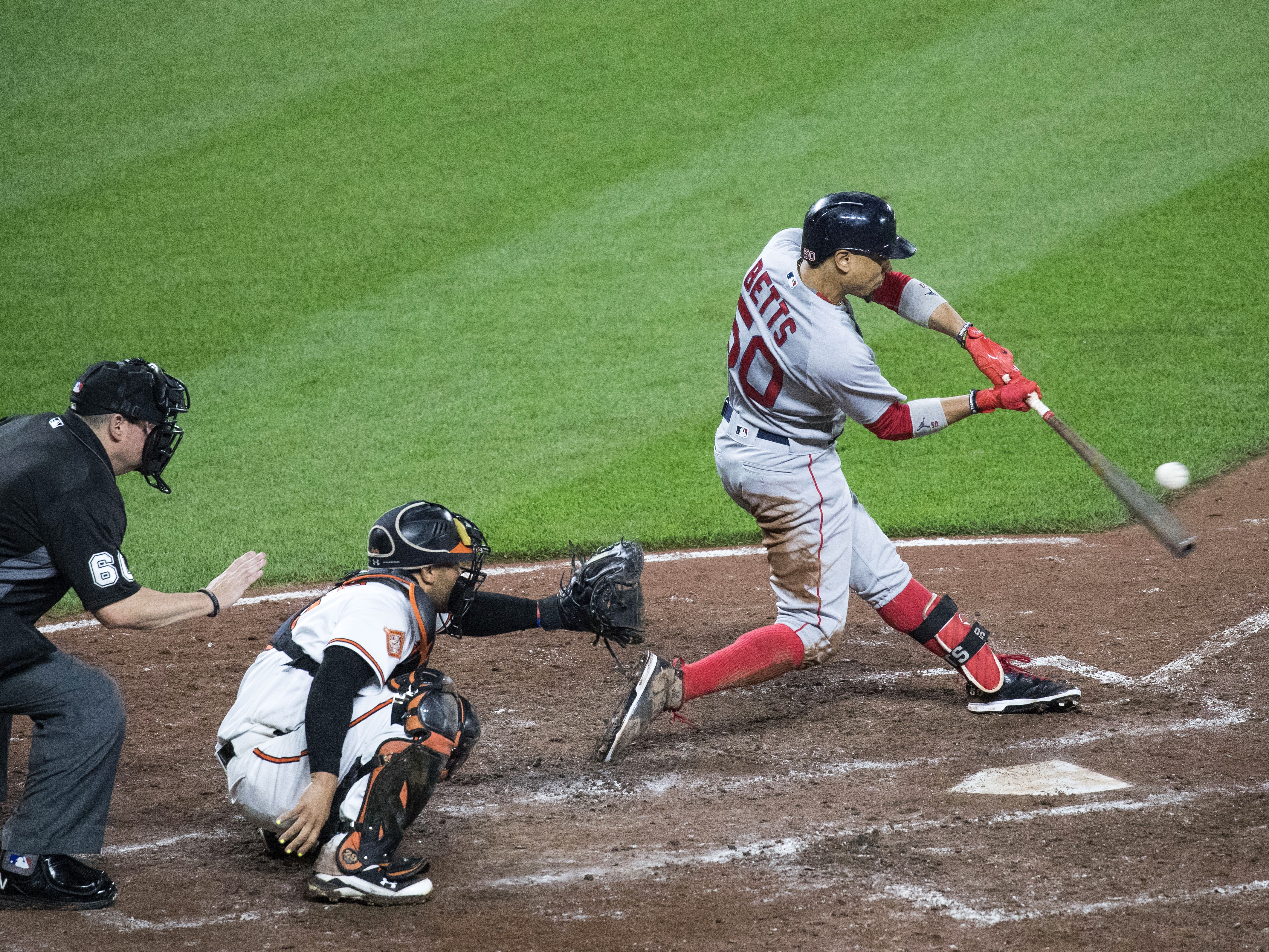
2017년 9월 타구하는 베츠

2016년 9월 12일부터 2017년 4월 19일을 통하여 베츠는 스트라이크아웃 없이 129개의 연속적 본루 출연의 연속을 유지하였다. 연속은 토론토 블루제이스의 프란시스코 리리아노가 그를 스트라이크아웃 시켰을 때 끝났다. 토론토에서 열린 정규 시즌 경기에서 그는 7월 2일 블루제이스의 15 대 1의 패주에서 선두 슬롯으로부터 자신이 8개의 타점을 기록하였을 때 메이저 리그 베이스볼 기록을 동점매겼다. 같은 날 그는 자신의 두번째 아메리칸 리그 올스타 경기로 승인되었다. 원래 예비 선수로 선택되었던 베츠가 자신의 엄지손가락 수술을 받아야 했던 마이크 트라우트의 자리에 시작할 것이라는 것이 7월 3일 공고되었다. 시즌에 자신의 완고한 통계에 불구하고, 베츠는 안타로 들어가는 활약에 공을 돌릴 수 없는 것으로 비판을 받았다. 그의 BABIP는 그 2016년 수준으로부터 .268로 54 포인트 떨어졌다. 그는 이 시즌에 자신의 2연속 골드 글러브 상을 수상하였다.

#### 2018년
2018년 4월 17일 보스턴 글로브의 닉 카파도는 자신이 베츠를 당시 야구에서 최고 선수로 넓게 숙고된 2회의 MVP 마이크 트라우트에게 비교한 "무키 베츠 혹은 마이크 트라우트 : 누가 끄덕이나?"라는 타이틀의 난을 발간하였다. 카파로가 의문한 10명의 전문적 평가인들 중에 7명은 트라우트, 그리고 3명은 베츠를 선택하였다. 베츠는 "그런 위대한 선수와 같은 대화를 나누는 것은 영광이다."라고 말하였다. 같은 날의 밤에 베츠는 트라우트의 로스앤젤레스 에인절스 오브 애너하임에 레드삭스를 10 대 1의 우승으로 이끄는 데 3개의 홈런을 쳤다. 그 일은 그의 경력에 3번째의 3개 홈런 경기였으며 레드삭스 역사상 대부분을 위하여 테드 윌리엄스와 그를 동점을 매겼다. 베츠는 윌리엄스와 동점을 깨고 5월 2일 프랜차이즈 기록을 세워 캔자스시티 로열스에 5 대 4의 우승에서 3개의 홈런을 쳤다. 그는 26세의 나이 전에 4개의 3개 홈런 경기들을 생산하는 데 메이저 리그 베이스볼 역사상 첫 선수가 되었다.
5월 21일까지 베츠는 메이저 리그를 이끄는 15개의 홈런을 축적하였다. 그는 타구 평균, 장타율, OPS, 총루, 여분 안타, 2루타, 매긴 득점, 창조한 득점,과 OPS +에서 메이저 리그 베이스볼을 지도하였다. 그는 메이저 리그 베이스볼에서 3위를 위하여 좋은 11개의 도루와 함께 레드삭스를 이끌었다. 그 포인트에 그의 3.8 대체 선수 대비 승리 기여도는 메이저 리그에서 트라우트 만으로 2위였다. 6월 1일 베츠는 복통과 함께 10일간 장애자 명단에 놓여 5월 29일로 소습하여 6월 11일 활동적 로스터로 돌아왔다. 7월 6일 베츠는 자신의 시즌의 22번째 홈런을 쳐 자신의 메이저 리그 경력의 100번째였다. 그는 토니 코니글리아로, 짐 라이스와 테드 윌리엄스가 다른 선수들로 지내면서 26세가 되기 전에 100개의 홈런을 치는 데 4번째 레드삭스 선수가 되었다. 7월 8일 22개의 홈런과 44개의 타점과 함께 .343 점을 타구한 동안 베츠는 아메리칸 리그의 출발 외야수로서 2018년 메이저 리그 베이스볼 올스타 게임으로 선정되었다. 8월 9일 블루제이스를 상대로 경기에서 그는 사이클링 히트를 쳐 그 업적을 성취하는 데 레드삭스 프랜차이즈 역사상 21번째 선수가 되었다. 9월 26일 베츠는 시즌의 자신의 30번째 도루를 이루어 30-30 클럽에 가입하는 데 레드삭스 역사상 두번째 만의 선수가 되었다.
베츠는 .346의 타구 평균, .640 장타율과 129개의 매긴 득점과 함께 메이저 리그를 이끈 2018년 시즌을 끝냈다. 시즌을 위하여 그는 전체의 메이저 리그 선수들의 가장 높은 BABIP (.373)를 가졌다. 그는 .996에 메이저 리그 우익수들 중에 높은 수비율을 가졌다. 레드삭스는 108 승 54 패와 함께 한해를 끝내고 로스앤젤레스 다저스를 상대로 월드 시리즈를 우승하러 갔다. 포스트시즌 동안 베츠는 하나의 홈런과 4개의 타점과 함께 13 루 62 타 (.210)를 쳤다. 시즌 후에 베츠는 자신의 3연속 골드 글러브 상, 하트 앤드 허슬 상을 수상하였고, 11월 15일 아메리칸 리그 MVP로 선정되어 1위 투표 30개 중 28개를 받아 월드 시리즈, 골드 글러브 상, 실버 슬러거 상과 아메리칸 리그 MVP 상을 우승하는 데 자신을 아메리칸 리그 역사상 단 한명의 선수로 만들었다.

#### 2019년
2019년 시즌에 대비하여 알렉스 코라 감독은 베츠가 두번째로 타구하면서 자신이 앤드루 베닌텐디를 팀의 선두 타자로서 이용할 것을 언급하여 팀의 보통 2018년 타구 순서로부터 그들의 자리들을 바꾸었다. 6월의 시작에 코라는 선두 자리에서 베닌텐디가 겨우 3 루 37 타로 간 이래 베츠가 다시 팀의 선두 타자가 될 것이라고 공고하였다. 6월의 말기에 베츠는 13개의 홈런과 37개의 타점과 함께 .261의 평균을 가졌다. 그는 2019년 올스타 게임으로 예삐 외야수로서 선발되었다. 7월 26일 베츠는 자신의 경력의 53개의 홈런을 가져 양키스의 제임스 팩스턴을 상대로 자신의 첫 3개의 타수에 각각 홈런을 쳤다.
시즌을 위하여 베츠는 .915의 OPS, 메이저 리그를 이끄는 135개의 득점, 29개의 홈런, 80개의 타점, 40개의 2루타와 597개의 타수에서 16개의 도루와 함께 .295 점을 타구한 동안 150개의 경기에 나왔다. 2019년 방어에 그는 아메리만 리그의 우익수들에 최고인 15개의 수비 스탯을 가졌고, .997의 전체 메이저 리그 우익수의 최고 수비율을 가졌다. 시즌 후에 베츠는 자신의 4연속 골드 글러브 상과 3번째 실버 슬러거 상을 수상하였다. 그는 2019년 MVP 투표에서 8위를 하였다.

### 로스앤젤레스 다저스

#### 2020년
2020년 2월 10일 레드삭스는 알렉스 베르두고, 코너 웡과 지터 다운스를 위한 교환에서 베츠, 데이비드 프라이스와 현금 숙고들을 로스앤젤레스 다저스로 이적시켰다. 7월 22일 다저스는 베츠를 2032년 시즌을 통한 12년 확장 계약으로 맺었다. 거래는 3억 6천 5백만 달러의 가치였고 또한 6천 5백만 달러의 사이닝 보너스를 포함하여 다저스 역사상 가장 부유한 계약이자 북아메리카 스포츠의 역사상 3번째로 가장 부유한 계약으로 만들었다.
2020년 시즌은 코로나19 범유행의 이유로 연기되었고, 162개의 경기에서 60개로 짧아졌다. 7월 23일 베츠는 출발 우익수였으며 샌프란시스코 자이언츠를 상대로 오프닝 데이에 자신의 다저스 데뷔를 이루어 투수 타일러 로저스를 상대로 다저스의 선수로서 자신의 첫 안타이자 1루타를 얻었다. 7월 31일 베츠는 애리조나 다이아몬드백스의 투수 잭 게일런을 상대로 다저스의 선수로서 자신의 첫 홈런을 쳤다. 8월 14일 베츠는 샌디에고 파드리스를 상대로 3개의 홈런을 쳐 자신의 경력의 6번째 3개 홈런 경기로 이 업적을 성취하는 데 메이저 리그 베이스볼 역사상 선수들 만으로서 새미 소사와 조니 마이즈에 동점을 매겼다. 그달 후반에 베츠는 콜로라도 로키스를 상대로 2개의 홈런을 치고 2개의 도루를 이루어 다수의 홈런과 다수의 도루 경기를 가지는 데 19번째 만의 선수이자 첫 다저스 선수가 되었다. 8월 27일 그는 1,000개의 메이저 리그 베이스볼 안타들에 도달하였다.
베츠는 47개의 득점 (내셔널 리그에서 4위), 16개의 홈런, 39개의 타점, .928의 OPS와 10개의 도루와 함께 .292/.366/.562 점을 타구하면서 2020년 시즌을 끝냈다. 3개 시즌 기간에 자신의 두번째 월드 시리즈로 가는 길에 베츠는 애틀랜타 브레이브스를 상대로 내셔널 리그 챔피언십 시리즈에서 다저스를 위한 제거 경기에서 3연속 시리즈 세이브 방어 일품을 이루었다. 월드 시리즈 클린치 경기에서 베츠는 두번이나 득점을 매기고 하나의 홈런을 쳤다. 베츠는 레드삭스가 클린치하러 갔을 때 2018년 월드 시리즈의 5번째 경기에서도 홈런을 쳤다. 그는 다수의 월드 시리즈 클린치 경기에서 홈런을 치는 데 9번째 선수가 되었고, 다른 팀들과 함께 그렇게 하는 데 3번째가 되어 레지 잭슨에게 가입하였다. 포스트시즌에서 그의 8개의 2루타는 단 하나의 포스트시즌에서 가장 많은 2루타로 메이저 리그 기록을 동점매겼다. 시즌 후에 베츠는 자신의 5연속 골드 글러브 상 (내셔널 리그에서 처음)과 4번째 실버 슬러거 상을 수상하였다. 그는 내셔널 리그 MVP 투표에서 브레이브스의 프레디 프리먼에 밀려 2위를 하였다.

#### 2022년
스프링캠프에서 트레이닝을 앞두고 식중독 증세를 보이며 좋지않은 몸상태로 시즌을 시작하게 되었다. 4월에는 그 여파로 타율 .230의 저조한 성적을 남기기도 했다. 하지만 5월 들어 채식을 포기하겠다는 선언과 함께 28경기에서 12홈런 27타점을 쓸어담는 맹타를 휘두르며 MVP 선수다운 면모를 과시하기도 했다. 10월 1일 2루타를 추가하며 다저스 프랜차이즈 역사상 두 번째로 한 시즌 35홈런과 40개의 2루타를 기록한 선수가 되었다.

## 볼링
무키의 모친은 열성적인 볼링 선수며 그에게 어린 나이에 볼링을 가르쳤다고 한다. 베츠는 2010년 "올해의 테네시주 소년 볼링 선수"로 임명되어 290개의 경기와 827개의 3개 경기 시리즈와 함께 그 시즌에 테네시주 고등학교 기록을 세웠다.
베츠는 2015년과 2017년 네바다주 리노에서 열린 프로 볼링 협회 (PBA)의 월드 시리즈에 나갔다.
그는 공식적으로 2013년 1월 27일, 2016년 2월 2일과 2017년 11월 12일에 3개의 퍼펙트 게임을 굴렸다. PBA에서 그의 가장 높은 경기는 2017년 11월 12일 볼링 월드 시리즈가 열린 동안 300 경기이다.
2019년 2월 그는 그해 CP3 PBA 연예인 초청 대회를 이겨 프로 볼링 선수 토미 존스와 시합에 나갔다.

## 연도별 타격 성적
| 연 도  | 소 속  | 경 기 | 타 석 | 타 수 | 득 점 | 안 타 | 2 루 타 | 3 루 타 | 홈 런 | 루 타 | 타 점 | 도 루 | 도 루 자 | 희 생 번 | 희 생 플 | 볼 넷 | 고 4 | 사 구 | 삼 진 | 병 살 타 | 타 율 | 출 루 율 | 장 타 율 | O P S |
| ------ | ------ | ----- | ----- | ----- | ----- | ----- | ------- | ------- | ----- | ----- | ----- | ----- | -------- | -------- | -------- | ----- | ---- | ----- | ----- | -------- | ----- | -------- | -------- | ----- |
| 2014년 | BOS    | 52    | 213   | 189   | 34    | 55    | 12      | 1       | 5     | 84    | 18    | 7     | 3        | 1        | 0        | 21    | 0    | 2     | 31    | 2        | .291  | .368     | .444     | .812  |
| 2015년 | BOS    | 145   | 654   | 597   | 92    | 174   | 42      | 8       | 18    | 286   | 77    | 21    | 6        | 3        | 6        | 46    | 1    | 2     | 82    | 2        | .291  | .341     | .479     | .820  |
| 2016년 | BOS    | 158   | 730   | 672   | 122   | 214   | 42      | 5       | 31    | 359   | 113   | 26    | 4        | 0        | 7        | 49    | 1    | 2     | 80    | 12       | .318  | .363     | .534     | 0.897 |
| 2017년 | BOS    | 153   | 712   | 628   | 101   | 166   | 46      | 2       | 24    | 288   | 102   | 26    | 3        | 0        | 5        | 77    | 9    | 2     | 79    | 9        | .264  | .344     | .459     | 0.803 |
| 2018년 | BOS    | 136   | 614   | 520   | 129   | 180   | 47      | 5       | 32    | 333   | 80    | 30    | 6        | 0        | 5        | 81    | 8    | 8     | 91    | 5        | .346  | .438     | .640     | 1.078 |
| 2019년 | BOS    | 150   | 706   | 597   | 135   | 176   | 40      | 5       | 29    | 313   | 80    | 16    | 3        | 0        | 9        | 97    | 6    | 3     | 101   | 11       | .295  | .391     | .524     | 0.921 |
| 2020년 | LAD    | 55    | 246   | 219   | 47    | 64    | 9       | 1       | 16    | 123   | 39    | 10    | 2        | 0        | 1        | 24    | 1    | 2     | 38    | 2        | .292  | .366     | .562     | .927  |
| 2021년 | LAD    | 122   | 550   | 466   | 93    | 123   | 29      | 3       | 23    | 227   | 58    | 10    | 5        | 0        | 5        | 68    | 2    | 11    | 86    | 5        | .264  | .367     | .487     | .854  |
| 2022년 | LAD    | 142   | 639   | 572   | 117   | 154   | 40      | 3       | 35    | 305   | 82    | 12    | 2        | 0        | 4        | 55    | 0    | 8     | 104   | 8        | .269  | .340     | .533     | .873  |
| 2023년 | LAD    | 152   | 693   | 584   | 126   | 179   | 40      | 1       | 39    | 338   | 107   | 14    | 3        | 0        | 5        | 96    | 3    | 8     | 107   | 5        | .307  | .408     | .579     | .987  |
| 통산   | 12시즌 | 1265  | 5757  | 5044  | 996   | 1485  | 347     | 34      | 252   | 2656  | 756   | 172   | 37       | 4        | 47       | 614   | 31   | 48    | 799   | 61       | .294  | .373     | .527     | .900  |

- 2023년 기준, 굵은 글씨는 시즌 최고 성적.